# Villars-les-Dombes
Villars-les-Dombes är en kommun i departementet Ain i regionen Auvergne-Rhône-Alpes i östra Frankrike. Kommunen ligger  i kantonen Villars-les-Dombes som ligger i arrondissementet Bourg-en-Bresse. Kommunens areal är 24,65 km². År 2022 hade Villars-les-Dombes 5 059 invånare.

## Befolkningsutveckling
Antalet invånare i kommunen Villars-les-Dombes
Referens: INSEE